# Francisco de Borja y Poyo
Francisco de Borja y Poyo (Cartagena, 1733-Cartagena, 10 de junio de 1808), II marqués de Camachos en Dos Sicilias y décimo capitán general de la Real Armada, fue un marino y noble español.

## Biografía
Fueron sus padres el capitán de las galeras reales Felipe de Borja y García de Cáceres, I marqués de Camachos (título del Reino de Dos Sicilias) e Ignacia del Poyo y Anrich.
En 1749, con 16 años, sienta plaza de guardiamarina en la compañía del departamento de Cádiz. Se embarca por primera vez en el San Felipe para pasar luego al Reina y al Septentrión; en Cartagena de Indias pasó al jabeque Galgo. Regresa a España en 1755, habiendo alcanzado ya el rango de alférez. En 1757 en el jabeque Ibicenco rechaza el ataque de tres barcos argelinos. Poco después en el navío Soberano echa a pique el Castillo Nuevo del Bey de Argel. 
En 1772, mandando el jabeque Pilar, consigue apresar una barcaza bajo los fuegos de Argel. Por esta acción es ascendido a capitán de fragata. Poco después intervino en el Sitio de Melilla. En 1776 asciende a capitán de navío y al mando del San Dámaso participa en las operaciones de la Colonia del Sacramento hasta que se alcanza la paz con los portugueses.
En 1781, mandando el navío Glorioso como segundo, toma parte en el Sitio de Gibraltar y ataque de las baterías flotantes. En 1783 toma el mando de la comandancia general de la escuadra y del Apostadero de La Habana. 
En 1793 estalla la Guerra del Rosellón contra la Convención Nacional francesa. Francisco de Borja, al mando de una escuadra de veinticuatro navíos y nueve fragatas, se apodera de las islas de Sant'Antioco y San Pietro, que pertenecían al rey Víctor Amadeo III de Cerdeña y se encontraba en posesión de los franceses. Estas posesiones son devueltas al Rey de Cerdeña. Más tarde se encarga de proteger las operaciones de los ejércitos piamonteses y napolitanos sobre las márgenes del Var.
En 1798 es nombrado Capitán General del departamento de Cartagena, y el 5 de noviembre de 1805 es promovido a Capitán General de la Real Armada. Continúa en Cartagena hasta que es depuesto el 22 de mayo de 1808 por la Junta de Gobierno.
El 10 de junio de 1808, es víctima de un tumulto popular en la plaza de Cartagena, después de que las turbas hubiesen cometido con su persona toda clase de vejaciones acusándole falsamente de afrancesado. Fallece a causa de este incidente.
Casó en Cartagena en 1767 con Pascuala Everardo-Tilly y Panés, II Vizcondesa de Everardo, II Marquesa de Casa Tilly, condesa de Pozo Nuevo, Dama de la Orden Militar de la Banda de la Reina María Luisa, nacida en Cartagena. Tuvieron tres hijos varones José, Felipe y Francisco María de Borja y Everardo-Tilly, pero los tres murieron antes de 1804 y solo el primero tuvo descendencia.

## Condecoraciones
- Caballero de la Orden de Santiago (12 de febrero de 1762)
- Gran Cruz de la Orden de Carlos III (15 de enero de 1803, expediente 1181)
- Comendador de Fuente del Emperador en la Orden de Calatrava
- Gentilhombre de cámara con ejercicio
- Alcalde mayor perpetuo honorífico y regidor de preeminencia de Cartagena